# 境港商工会議所
境港商工会議所（さかいみなとしょうこうかいぎしょ）は、鳥取県境港市にある商工会議所。

## 沿革
- 明治39年（1906年）[1]4月 - 境商工会創設[2]。
- 大正5年（1916年）2月 - 境商業会に改組[2]
- 昭和18年（1943年）4月 - 境商工経済会で再発足[2]
- 昭和21年（1946年）10月 - 社団法人・境港商工会議所[2]
- 昭和30年（1955年）3月 - 特別認可法人・境港商工会議所[2]

境港商工会議所の創立100周年を記念して制作された「山高帽の水木先生」ブロンズ像。
水木しげる記念館に設置されている。

## 会頭、副会頭、専務理事（2012年4月1日現在）

### 会頭
- 堀田收　　堀田石油（株）代表取締役社長[2]

### 副会頭
- 増谷立夫　　(有)増谷慶一郎薬局代表取締役[2]
- 奥森清　　新和産業（株）代表取締役社長[2]
- 木村正明　（株）きさらぎ代表取締役社長[2]

### 専務理事
- 柏木祥二[2]

## 歴代会頭、副会頭、専務理事

### 会頭
- 松本豊　昭和21年（1946年）10月～昭和22年（1947年）1月[3]
- 増谷慶一郎　昭和22年（1947年）1月～昭和23年（1948年）11月[3]
- 面谷誠　　　昭和23年（1948年）11月～昭和25年（1950年）11月[3]
- 面谷誠　　　　　　昭和25年（1950年）11月～昭和27年（1952年）3月[3]
- 岡田洲二　　昭和27年（1952年）4月～昭和29年（1954年）3月[3]
- 岡田洲二　　　　昭和29年（1954年）4月～昭和30年（1955年）3月[3]
- 松本豊　　　　　昭和30年（1955年）4月～昭和31年（1956年）3月[3]
- 松本豊　　　　　昭和31年（1956年）4月～昭和34年（1959年）3月[3]
- 松本豊　　　　　昭和34年（1959年）4月～昭和37年（1962年）3月[3]
- 松本豊　　　　　昭和37年（1962年）4月～昭和40年（1965年）3月[4]、
- 松本豊　　　　　昭和40年（1965年）4月～昭和43年（1968年）3月[4]
- 松本豊　　　　　昭和43年（1968年）4月～昭和46年（1971年）3月[4]
- 松本豊　　　　　昭和46年（1971年）4月～昭和49年（1974年）3月[4]
- 松本豊　　　　　昭和49年（1974年）4月～昭和52年（1977年）3月[4]
- 松本豊　　　　　昭和52年（1977年）4月～

### 副会頭
- 柏木整一郎　　　　　　昭和21年（1946年）10月～昭和22年（1947年）1月[3]
- 増谷慶一郎 　　　　　　　　　　　　　　　　　　　〃
- 面谷誠　　　　　　　　昭和22年（1947年）1月～昭和23年（1948年）11月[3]
- 足立国雄　　　　　　　　昭和22年（1947年）6月～昭和23年（1948年）11月[3]
- 足立富太郎　　　　　　　　昭和23年（1948年）11月～昭和25年（1950年）11月[3]
- 松下整吉 　　　　　　　　　　　　　　　　　　　　　　 〃
- 松下整吉　　　　　　　　　昭和25年（1950年）11月～昭和27年（1952年）3月[3]
- 権田文雄　　　　　　　　　　　　　　 　　　　　　　　　　　〃
- 松本豊　　　　　　　　　　昭和27年（1952年）4月～昭和29年（1954年）3月[3]
- 柏木整一郎 　　　　　　　　　　　　　　　　　　　　　　　　 〃
- 松本豊　　　　　　　　　　昭和29年（1954年）4月～昭和30年（1955年）3月[3]
- 柏木整一郎 　　　　　　　　　　　　　　　　　　　　　　　　 〃
- 和田富士一   　　　　　　昭和30年（1955年）4月～昭和31年（1956年）3月[3]
- 南家恭一　　　　　　　　　　　　　　　　　　　　　　 〃
- 和田富士一   　　　　　　昭和31年（1956年）4月～昭和34年（1959年）3月[3]
- 南家恭一　　　　　　　　　　　　　　　　　　　　　　〃
- 和田富士一   　　　　　昭和34年（1959年）4月～昭和37年（1962年）3月[3]
- 南家恭一　　　　　　　　　　　　　　　　　　　　　　〃
- 和田富士一　　　　　　昭和37年（1962年）4月～昭和40年（1965年）3月[4]
- 南家恭一　　　　　　　　　　　　　　　　　　　〃
- 板倉乾　　　　　昭和38年（1963年）9月～昭和40年（1965年）3月[4]
- 和田富士一　　　　　　昭和40年（1965年）4月～昭和43年（1968年）3月[4]
- 板倉乾　　　　　　　　　　　　　　　　　　　　　〃
- 和田富士一　　　　　　昭和43年（1968年）4月～昭和46年（1971年）3月[4]
- 板倉乾　　　　　　　　　　　　　　　　　　　　　〃
- 和田富士一　　　　　　昭和46年（1971年）4月～昭和46年（1971年）5月[4]
- 板倉乾　　　　　　　昭和46年（1971年）4月～昭和49年（1974年）3月[4]
- 松下整吉　　　昭和46年（1971年）7月～昭和49年（1974年）3月[4]
- 板倉乾　　　　　　昭和49年（1974年）4月～昭和52年（1977年）3月[4]
- 松下整吉　　　　　　　　　　　　　　　　　　〃
- 和田義孝　　　　　　　　　　　　　　　　　　〃
- 板倉乾　　　　　　昭和52年（1977年）4月～[4]
- 松下整吉　　　　　　　　　　　　　　　　　〃
- 和田義孝　　　　　　　　　　　　　　　　　〃

### 専務理事
- 手島鉄蔵　　　　　昭和30年（1955年）4月～昭和31年（1956年）3月[3]
- 手島鉄蔵　　　　　昭和31年（1956年）4月～昭和34年（1959年）3月[3]
- 手島鉄蔵　　　　　昭和34年（1959年）4月～昭和37年（1962年）3月[3]
- 手島鉄蔵　　　　　昭和37年（1962年）4月～昭和40年（1965年）3月[4]
- 手島鉄蔵　　　　　昭和40年（1965年）4月～昭和41年（1966年）7月[4]
- 足立義巳　　　　　昭和43年（1968年）4月～昭和46年（1971年）3月[4]
- 足立義巳　　　　　昭和46年（1971年）4月～昭和49年（1974年）3月[4]
- 足立義巳　　　　　昭和49年（1974年）4月～昭和52年（1977年）3月[4]
- 足立義巳　　　　　昭和52年（1977年）4月～[4]